# Automeris ovalina
Automeris ovalina är en fjärilsart som beskrevs av Conte 1906. Automeris ovalina ingår i släktet Automeris och familjen påfågelsspinnare. Inga underarter finns listade i Catalogue of Life.